# Szent Cirill

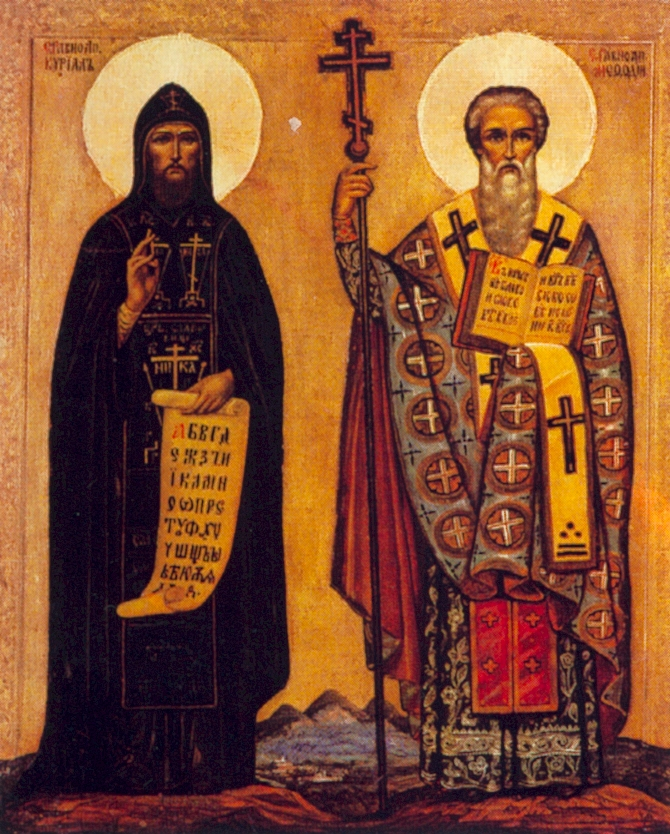
Szent Cirill és Szent Metód

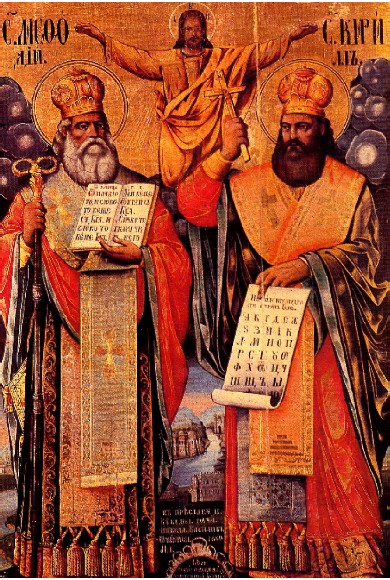
Szent Metód és Szent Cirill

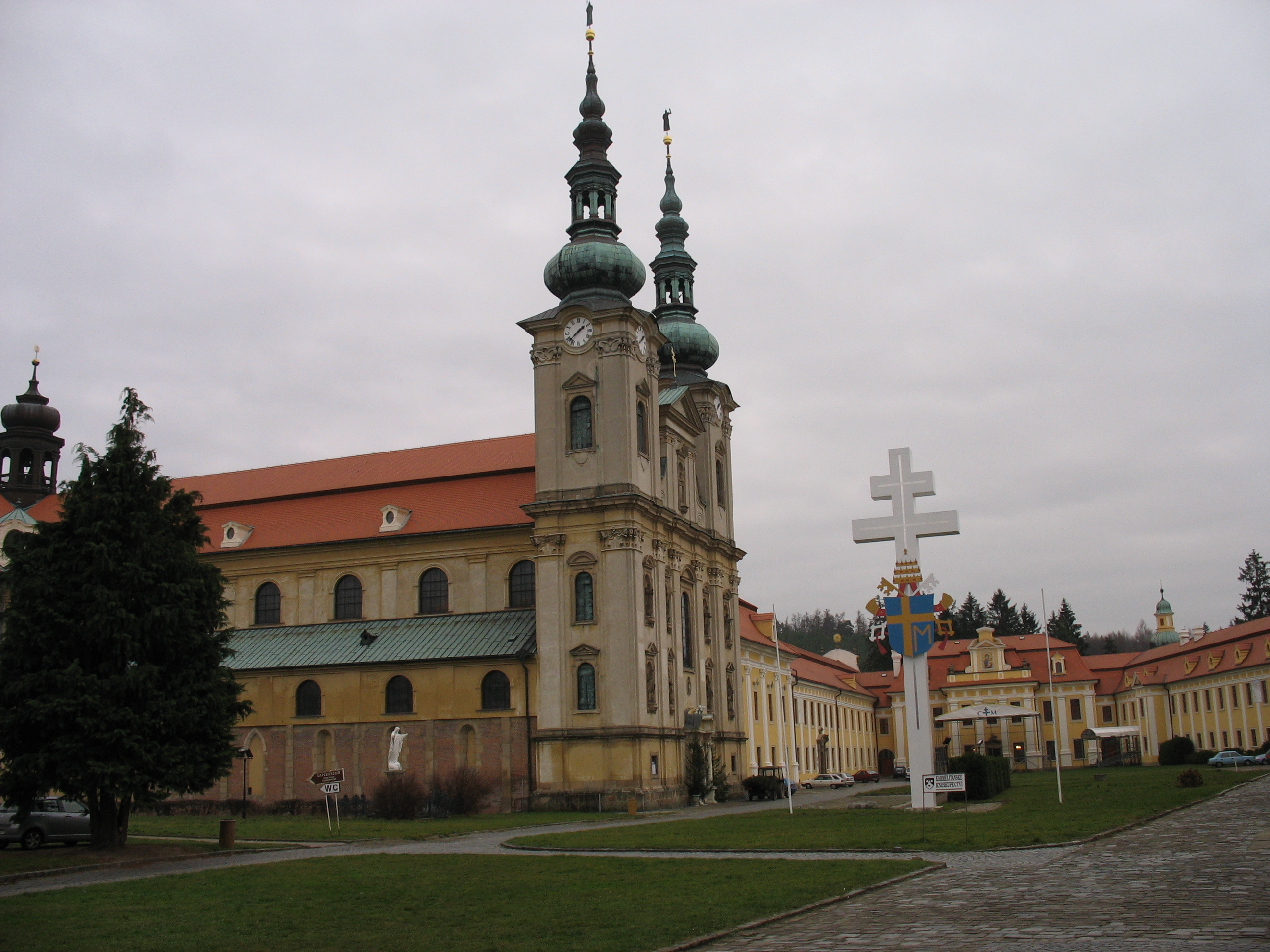
Mária mennybevétele és Szent Cirill- és Szent Metód-bazilika, Velehrad, Csehország

Szent Cirill (Thesszaloniké, 827 – Róma, 869. február 14.) bizánci filozófus, hittérítő, nyelvtudós, a szláv írás megalkotója, Európa társ-védőszentje, Szent Metód testvéröccse.

## Élete
Konstantin (a Cirill nevet nem sokkal halála előtt vette fel) tanulmányait Konstantinápolyban végezte, s később az egyetem filozófiatanára lett. 
A több nyelven beszélő, nagy műveltséggel rendelkező Konstantin első útjának célja 851-ben az arab fővárosban zajló keresztény–muzulmán hitvitákban a keresztény tanok megvédése volt. Hazatérését követően folytatta a tanítást, majd 858-ban rövid időre kolostorba vonult, követve bátyját, Metódot, aki már régebben a szerzetesi életet választotta.
860-ban a két testvér császári utasításra a kazárok földjére ment, ahol a keresztény tanokat terjesztették. Küldetésük ideje alatt Herszónban (Krím félsziget, Szevasztopol mellett) felkutatták Szent Kelemen vértanú földi maradványait. 
860 körül Rasztiszláv morva fejedelem elhatározta, hogy független szláv egyházat alapít, szláv anyanyelvű istentisztelettel. Ehhez szláv nyelvet beszélő szerzeteseket kért Bizánctól. A küldetéssel III. Mikhaél bizánci császár a szláv nyelvet jól ismerő Konstantint és Metódot bízta meg, és parancsára Konstantin elkezdett dolgozni a szláv írásbeliség megalkotásán. Az általa kidolgozott rendszer, a glagolita ábécé ősi formája még 43 jelből állt. Ebből fejlesztették tovább és nevezték el róla tanítványai a cirill betűs írásmódot.
Konstantin és társai 863-ban érkeztek meg Rasztiszláv udvarába, ahol a szláv nyelvű liturgia bevezetése mellett iskolát alapítottak, lerakva a szláv nyelvű papképzés alapjait. Mivel ekkor az itt élő nép már ismerte a kereszténység nyugati típusát, Metód és Cirill feladata nem az volt, hogy a kereszténységet megalapozza, hanem hogy annak egy  „hívogatóbb” változatát vezesse be úgy, hogy a szlávok ne váljanak a frankok hűbéreseivé. Erősen valószínű, hogy a morvák által már ismert nyugati frank liturgiát vegyítették a bizáncival, és alighanem az ősszláv
vallásból is átemeltek bizonyos hagyományokat annak érdekében, hogy térítésük hatékonyabb legyen. Ez az újfajta térítés természetesen nem tetszett a salzburgi érseknek és a frankoknak, akik ezért eretnekséggel vádolták meg a bizánci térítőket.
Több mint háromévnyi munkálkodás után 867-ben Rómába mentek, ahová magukkal vitték Szent Kelemen ereklyéit is. Útközben Kocel pannoniai comes (uralkodott 861–876) udvarában töltöttek egy évet, ahol ez alatt az idő alatt ötven szerzetest tanítottak meg a szláv ábécére és a szláv liturgiára. Rómában Konstantin hitvitában sikeresen megvédte a népnyelv liturgikus használatát a csupán a latin, héber és görög nyelvű liturgiát elfogadó ellenzőkkel szemben, ezért II. Adorján pápa engedélyezte a szláv nyelvű liturgiát, Metódot pedig kinevezte Pannonia érsekévé.
Rómában Konstantin szerzetes lett, és felvette a Cirill nevet. Röviddel ezután megbetegedett, és 869. február 14-én meghalt. Rómában, a Szent Kelemen-bazilikában temették el.
II. János Pál pápa 1980. december 31-én Szent Cirillt és Szent Metódot Európa társvédőszentjeivé nyilvánította (Nursiai Szent Benedek mellett). Ünnepnapjuk február 14.
Szent Cirill és Metód missziós tevékenysége, amely a 9. század második felére esik, a szláv népek első és eredményes evangelizációjának tekinthető.
Ez különböző módon érintett egyes területeket, de főként Nagy-Morvaországra összpontosult. Mindenekelőtt a sirmiumi érsekség területére, amelynek Metód volt a főpásztora. Ide tartozott Morvaország, Szlovákia és Pannónia, amely ma Magyarország dunántúli része. De apostoli munkája kiterjedt más területekre is, főként az általa felkészített misszionáriusok révén, akik a nyugati szlávok között működtek, elsősorban Csehországban.
Lengyelország 966-ban vette fel a keresztséget első történetileg ismert fejedelme, Mieszko vezetésével, aki Dubravka cseh hercegnőt vette feleségül. Így valószínűleg a cseh egyház útján jutott el a latin rítus szerinti kereszténység Rómából Lengyelországba. De a kereszténység hajnala Lengyelországban mégis kapcsolatban van annak a két testvér művével, akik a távoli Szalonikiből indultak el.
A Balkán-félsziget szlávjai között a szent testvérek pasztorális munkája tekintélyesebb és nagyszerűbb gyümölcsöt termett. A működési területükről elűzött tanítványok munkája nyomán csodálatosan érvényesült és fejlődött a „Cirill és Metód”-jellegű misszió Bulgáriában. Itt Ohridi Szent Kelemen működése nyomán erőteljes szerzetesi központok létesültek, ezekben fejlődött ki teljesen a cirill ábécé. Más területekre is eljutott innen a kereszténység, a közeli Románián át a Kijevi Ruszig és Moszkván keresztül a keleti vidékekre.
A kereszténységnek a szlávok között eltelt tizenegy évszázada világosan megmutatta, hogy a szent testvérek öröksége erősebb volt és maradt minden megosztó törekvésnél.

## Megjegyzések

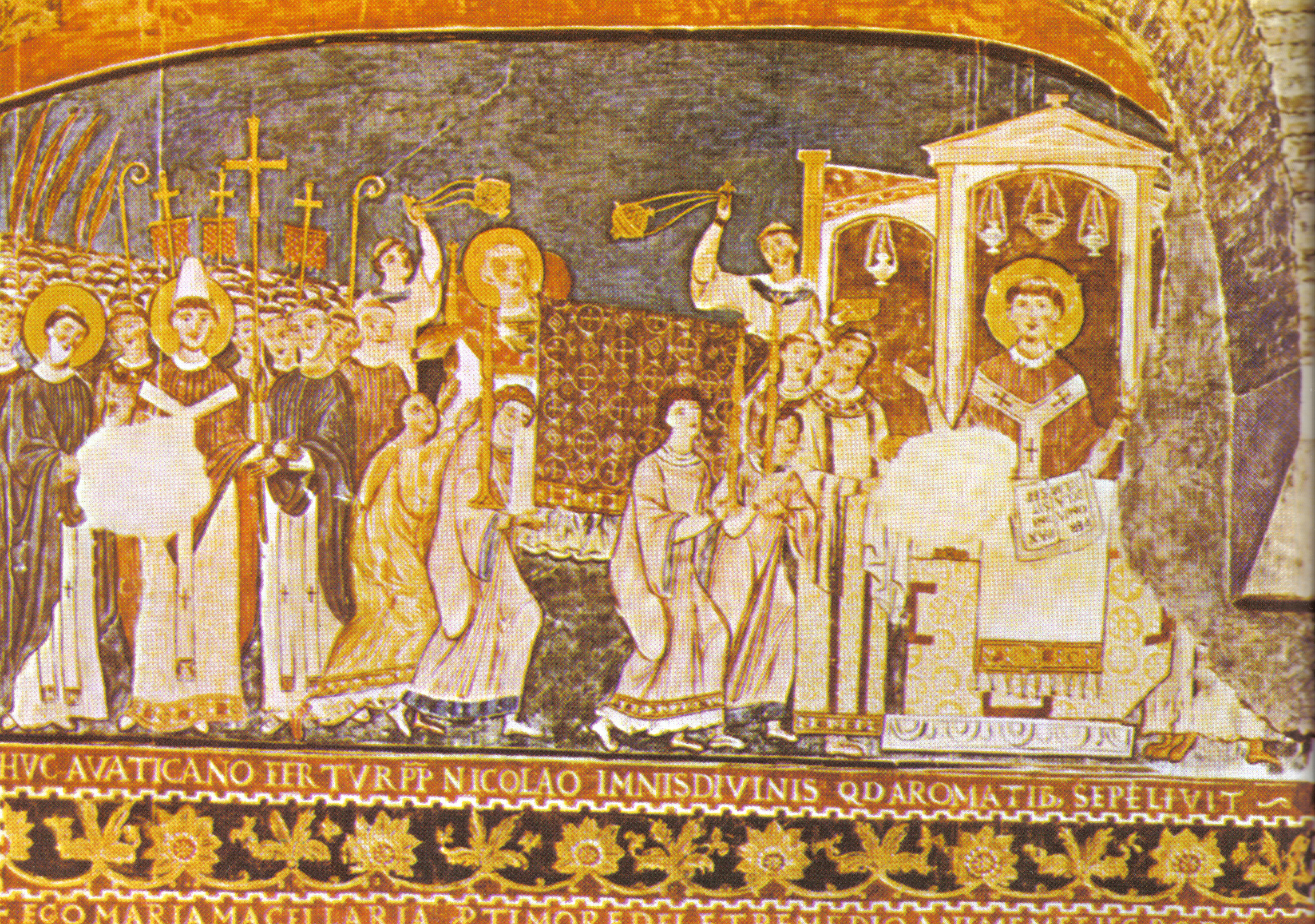
Róma, Szent Kelemen-templom freskója, 11. század

## Korabeli életrajza magyar nyelven
- Pannóniai legendák. Cirill és Metód szláv apostolok élete; óegyházi szláv eredeti egyházi szlávra átírt szövegford. Ján Stanislav, ford. F. Kováts Piroska; Madách–Európa, Pozsony–Budapest, 1978
- Szent Konstantin-Cirill és Szent Metód élete; ford. F. Kováts Piroska; 2. átdolg. kiad.; Kalligram–Kalligram Polgári Társulás, Pozsony–Dunaszerdahely, 2013